# BEST EP SELECTION OF TOKIO II
『BEST EP SELECTION OF TOKIO II』（ベスト イーピー セレクション オブ トキオ -）は、2001年5月9日にSony Recordsよりリリースされた、TOKIOの2作目ベスト・アルバム。

## 概要
- 前作『Best E.P Selection of TOKIO』以降に発売されたシングル14曲に加え、ボーナス・トラックとして、タイアップ曲であるカップリング曲3曲が追加された計17曲を収録。曲順は全て発売順となっている。
- 本作はSony Recordsからリリースされた最後の作品である。

## 収録曲
※曲の詳細はそのページを参照。
| #         | タイトル                               | 作詞                   | 作曲             | 編曲                       | 時間  |
| --------- | -------------------------------------- | ---------------------- | ---------------- | -------------------------- | ----- |
| 1.        | 「Everybody Can Do!」                  | 山本成美               | 秋元直也         | 秋元直也                   | 4:13  |
| 2.        | 「フラれて元気」                       | 和気優                 | 神郡健           | 井上徳雄                   | 3:28  |
| 3.        | 「Dash for the Dream」(Bonus Track)    | 安藤芳彦               | K. Makaino       | K. Makaino                 | 4:52  |
| 4.        | 「Julia」                              | ジョー・リノイエ       | ジョー・リノイエ | ジョー・リノイエ, 鈴川真樹 | 4:51  |
| 5.        | 「あたってくだけろ!」(Bonus Track)     | 岡部真理子             | 馬場一嘉         | 駒形弘行                   | 3:30  |
| 6.        | 「この指とまれ!」                      | 和気優                 | 和気優           | 佐久間正英                 | 4:39  |
| 7.        | 「Love & Peace」                       | 岡部真理子             | 樋口了一         | 佐久間正英                 | 3:39  |
| 8.        | 「君を想うとき」                       | 渡辺なつみ             | 渡辺未来         | そうる透, 吉村龍太         | 5:18  |
| 9.        | 「Oh! Heaven」                         | 井上ヨシマサ, 藤林聖子 | 井上ヨシマサ     | 井上ヨシマサ               | 4:11  |
| 10.       | 「何度も夢の中でくり返すラブ・ソング」 | 忌野清志郎             | 忌野清志郎       | 忌野清志郎, KANAME         | 5:57  |
| 11.       | 「溢れる想い」                         | 渡辺なつみ             | 清水昭男         | そうる透, 鶴田海生         | 4:12  |
| 12.       | 「忘れえぬ君へ…」                      | 清水昭男・岡部真理子   | 清水昭男         | 森俊之                     | 4:44  |
| 13.       | 「愛の嵐」                             | 布袋寅泰               | 布袋寅泰         | そうる透, 鶴田海生         | 3:58  |
| 14.       | 「みんなでワーッハッハ!」              | つんく                 | つんく           | 松原憲                     | 3:28  |
| 15.       | 「愛はヌード」                         | つんく                 | つんく           | 鈴木俊介 弦編曲: 村山達哉  | 5:08  |
| 16.       | 「恋に気づいた夜」                     | つんく                 | つんく           | 高橋諭一 弦編曲: 村山達哉  | 4:58  |
| 17.       | 「OH! IT'S TRUE LOVE」(Bonus Track)    | つんく                 | つんく           | 鈴木俊介                   | 3:03  |
| 合計時間: | 合計時間:                              | 合計時間:              | 合計時間:        | 合計時間:                  | 74:09 |

## 参加ミュージシャン

### TOKIO
- Guitar：城島茂
- Bass：山口達也
- Keyboards：国分太一
- Drums：松岡昌宏
- Vocal：長瀬智也